# Peritapnia nudicornis
Peritapnia nudicornis là một loài bọ cánh cứng trong họ Cerambycidae.